# Santa María del Toachi
Santa María del Toachi es una parroquia rural ubicada al extremo sur este de la provincia, a 64 km de la cabecera cantonal. Limita al este con la provincia de Los Ríos. Tiene una superficie de 431.57 km², que representa el 12,21% del territorio de la provincia, a una altitud que va de los 118 a 2375 m s. n. m., en el extremo sur este.

## Toponimia
En un principio el poblado era conocido como La 14 de Enero, debido a la cooperativa agrícola  organizada en el sector. Luego por la necesidad de diferenciar al poblado de los otros  pertenecientes al cantón Quevedo, se lo nombra Santa María del Toachi, que representa la fe de los pobladores hacia María y el río Toachi que baja desde la cordillera.

## Historia
Se remonta al año 1966, construyéndose en colonia como una primera fase (el 14 de enero de 1966) luego pasa a ser cooperativa en el año 1968 y consolidarse como poblado en el año 1976. Personas Procedentes de Cotopaxi, Cuenca, Machala, Loja y Manabí los Colonos en un inicio se dedicaron a la cacería y cría de cerdos (chanchos), la explotación de madera, el cultivo de plátano (banano), café, crianza de ganado y diferentes animales menores.

## Recintos
| - El Moral - El Tropezón - Provincias Unidas - San Luis - Tigre Alto - Tigre Bajo - Unión Lojana - Santa María del Toachi | - Corina del Parral - San Francisco - Santa Cecilia - Monte Carmelo - Cabezas Maldonado - La Angostura - Santa Rosa - Poza honda - Flor de los Ríos | - Salto del Bimbe - Bimbe del Toachi - Río Blanco - San José del Mirador - Agua Caliente - El Cisne - Fuerzas Unidas - Provincias Unidas | - Centinela del Pichincha - San Luis - Libertad de la Forestal |